# Gianluca Ramazzotti
Gianluca Ramazzotti (Roma, 22 agosto 1970) è un attore e comico italiano di cinema, televisione e teatro.

## Biografia
Nella sua formazione come attore ha frequentato l'Accademia di Teatro di Calabria, seguita da altri corsi di perfezionamento al Teatro di Varsavia e a Parigi nel Theatre du Soleil. Entrò a far parte della compagnia del Bagaglino di Pingitore, partecipando sia a varietà che a fiction prodotte dalla compagnia.
Oltre all'esperienza del Bagaglino, ha ricoperto ruoli nelle fiction Vivere e Un posto al sole e nella pellicola televisiva Il papa buono - Giovanni XXIII di Ricky Tognazzi.
La sua attività si estende anche nel settore radiofonico come speaker e doppiatore, in particolar modo delle radiofiction mattutine di Radiodue.
Per il teatro ha interpretato il ruolo di Bojetto nella commedia musicale Rugantino.

## Teatro
- I Promessi Sposi un musical, regia di Massimo Cinque
- Intrichi d'amore di Torquato Tasso, regia di Alvaro Piccardi
- La scuola delle mogli di Molière, regia De Bosio
- Soldati a Inglostadt, regia di Adriana Martino
- Ifigenia in Aulide di Eschilo, regia di Alvaro Piccardi, comp. Pagliai-Gassmann
- A qualcuno piace caldo, regia di Paolo Emilio Landi
- La notte di Nelle Toole, regia di Giovanni Lombardo Radice, comp. Anna Mazzamauro
- Il gatto che scoprì l'America, regia di Marco Mattolini
- La farina del diavolo, regia di Roberto Gandini, comp. Teatro di Roma
- Scanzonatissimo Gran Casinò, regia di Don Lurio
- Babbo Natale è uno Stronzo…, regia di Claudio Insegno
- Dark! Tornerò prima di mezzanotte, regia di Marco Parodi
- Il Vantone di Pier Paolo Pasolini, regia di Livio Galassi, comp. Paolo Ferrari
- Lei di Giuseppe Manfridi, regia di Riccardo Reim
- I tre processi di Oscar Wilde, regia di Riccardo Reim
- E Ballando Ballando, regia di Giancarlo Sepe
- Il Decamerone di Boccaccio, regia di Augusto Zucchi
- Il re muore di Ionesco, regia di Giancarlo Sepe.
- Rugantino di Garinei e Giovannini al Teatro Sistina di Roma (realizzazione televisiva per palcoscenico Rai 2)
- Se devi dire una bugia dilla grossa, comp. Garinei e Giovannini (realizzazione televisiva per Rai 2)
- Cyrano, con Anna Mazzamauro
- Boeing-Boeing di M. Camoletti, regia di Claudio Insegno
- Romolo & Remolo di Pier Francesco Pingitore
- La Donna in nero di Mallatratt, adatt. Carlo Lucarelli, regia e interpretazione
- Destinatario Sconosciuto di Kressmann Taylor, regia e interpretazione (realizzazione radiofonica in diretta per radiotre)
- Il giro del mondo in 80 risate, regia Pier Francesco Pingitore
- Sempre meglio che lavorare (one man Show), regia di Claudio Insegno
- Il Mago di Oz, regia di Pino Cormani
- Un pezzo di pazzo, regia di Pier Francesco Pingitore
- Prime donne alle Primarie, regia di Pier Francesco Pingitore
- Uomini all'80% di J. Sherman, regia L. Barcellona
- Va tutto storto!, scritto e diretto da O. Lejeune
- E io pago!, regia di Pier Francesco Pingitore
- Complici di Rupert Holmes, regia Ennio Coltorti
- Gabbia di matti, regia di Pier Francesco Pingitore
- Destinatario Sconosciuto, con Giampiero Ingrassia, regia di Gianluca Ramazzotti (ripresa)
- Va tutto Storto, regia Lejeune (ripresa a Milano e Roma)
- Napoleone e... il generale, regia di Gianluca Ramazzotti e Mauro Mandolini, musiche di Gianluca Attanasio
- Un'ora senza televisione, regia di Gianluca Ramazzotti, con Patrizia Pellegrino ed Ennio Coltorti. Musiche di Gianluca John Attanasio
- Tornerò prima di mezzanotte, scritto da Peter Colley. Musiche di John Roby e Gianluca Attanasio
- 2.24 di Pascual Carbonell & Jerónimo Cornelles, regia Gianluca Ramazzotti, con Mauro Mandolini, Veruska Rossi, Elisa Di Eusanio, musiche di Gianluca Attanasio, Teatro dell'Orologio di Roma (2011)
- Se devi dire una bugia dilla ancora più grossa, regia di Gianluca Guidi (2011-2012)
- Boeing Boeing, regia di Matthew Warchus, ripresa da Mark Schneider, con Gianluca Guidi (2013-2014)
- Taxi a due piazze, con Gianluca Guidi (2013-2014)
- Il prestito di Jordi Galceran, regia di Giampiero Solari, con Antonio Catania (2014-2015)

## Filmografia

### Cinema
- Vivere - serial TV (1999-2008)
- Un posto al sole – serial TV (1996-in corso)
- Anni '60, regia di Carlo Vanzina – miniserie TV (1999)
- Distretto di Polizia – serie TV (2000-2012)
- Giornalisti – serie TV (2000)
- La squadra – serie TV (2000-2007)
- Tequila & Bonetti – serie TV, episodio 1x06 (2000)
- Il papa buono, regia di Ricky Tognazzi  – miniserie TV (2003)
- Con le unghie e con i denti, regia di Pier Francesco Pingitore - miniserie TV (2004)
- Domani è un'altra truffa, regia di Pier Francesco Pingitore – film TV (2006)
- Vita da paparazzo, regia di Pier Francesco Pingitore – miniserie TV (2008)

### Televisione
- Almost Blue, regia di Alex Infascelli (2000)
- Un altr'anno e poi cresco, regia di Federico Di Cicilia (2001)

## Programmi televisivi
- Miconsenta (Canale 5, 2003)
- Barbecue (Canale 5, 2004)

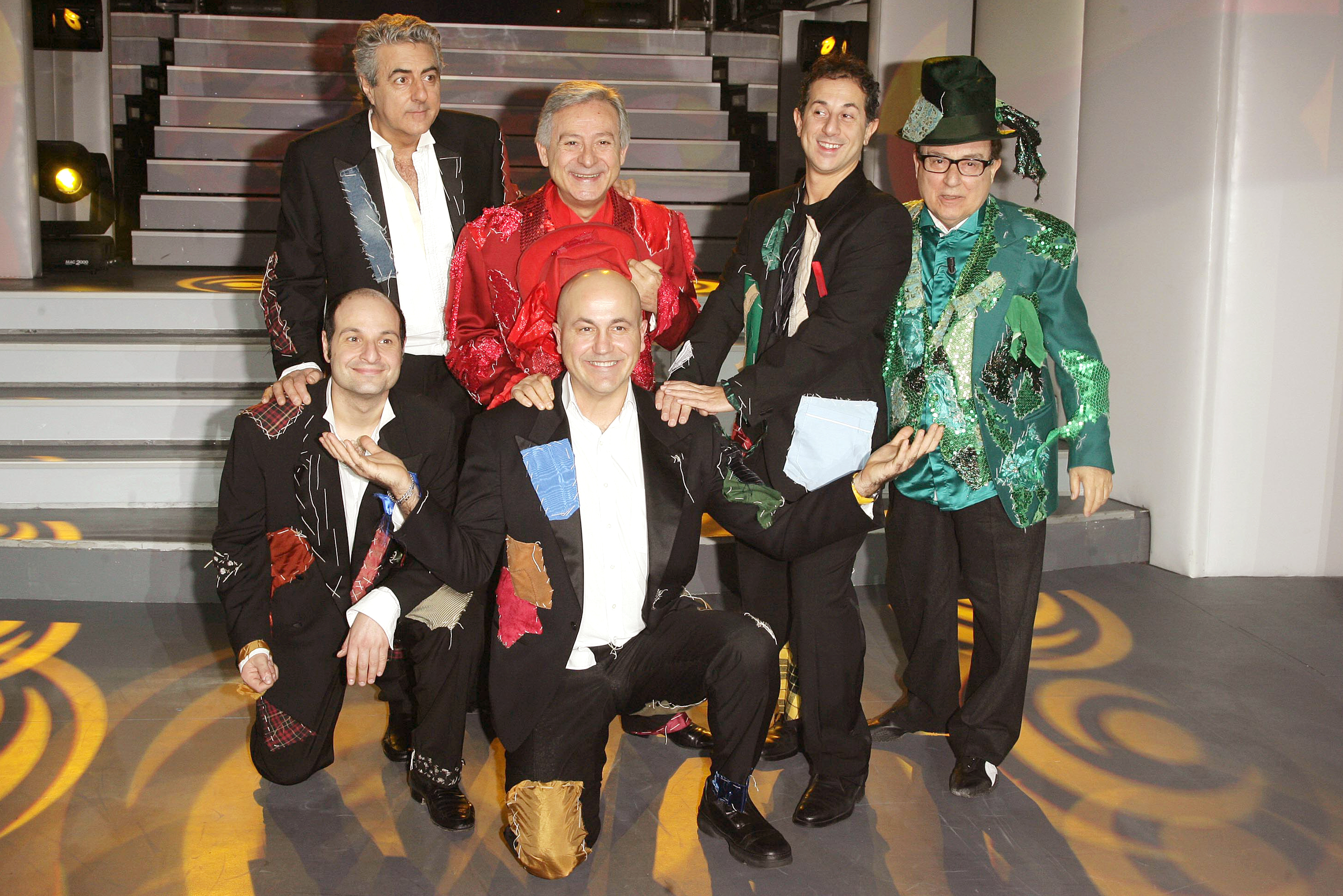
Gianluca Ramazzotti con la Compagnia del Bagaglino in ...e io pago! su Canale 5

- Torte in faccia (Canale 5, 2005-2006)
- E io pago... (Canale 5, 2007)
- Seven Show (Europa 7, 2007)
- Gabbia di matti (Canale 5, 2008)
- Edizione straordinaria – con Demo Mura